# Elite Beat Agents
Elite Beat Agents (lit. Agentes élite del ritmo) es un videojuego musical desarrollado por iNiS para la Nintendo DS. Es la secuela espiritual de Osu! Tatakae! Ouendan, un juego rítmico comercializado exclusivamente en Japón durante el año 2005, con el que comparte varios elementos comunes.
Este título salió a la venta en América a finales de 2006 y en Europa en julio de 2007.

## Historia
En el juego se plantea una organización formada por agentes que acuden al rescate de los ciudadanos cuando éstos tienen algún problema. Con sus canciones y bailes les dan ánimos para superar sus contratiempos. Estas historias se pueden seguir por medio de viñetas en la pantalla superior, mientras que en la inferior se sigue el ritmo de las canciones haciendo ciertos movimientos con el lápiz táctil.
No existe una línea argumental que una todo el juego. Cada canción desarrolla una historia humorística que varía según el nivel de aciertos del jugador durante cada secuencia de baile. A pesar de ser historias únicas, los protagonistas aparecen esporádicamente en otras viñetas.
El último nivel trata de unos aliens llamados los Rhombulans que quieren apoderarse del mundo y destruir todo tipo de música. Las personas que los agentes han ayudado previamente se unen para salvar al mundo entero. Tras haber sido convertidos en estatuas, el planeta anima a los agentes convertidos en estatuas y consiguen romper la capa de piedra que les rodeaba.
Si se consigue hacer bien el tema, una explosión de energía sonora destruye la nave nodriza, destruyendo a los aliens invasores.

## Gameplay
El juego se desarrolla a través de canciones, que representan historias individuales. A su vez, éstas se subdivide en secciones musicales unidas entre sí por medio de una secuencia argumental. Según la habilidad del jugador puede obtener tres finales alternativos.
A lo largo de cada canción aparecen en la pantalla círculos numerados, en los que estas cifras indican el orden en el que deben ser pulsados. Este instante será el mismo en el que la circunferencia que rodea el marcador adquiera el mismo tamaño que el círculo a pulsar.
Hay otros círculos que, además de esto, habrá que mantener pulsados y arrastrar a lo largo de un recorrido. Los últimos objetos con los que hay que interactuar son unos discos que ocupan toda la pantalla. Cuando aparezcan, hay que hacerlos girar para conseguir grandes cantidades de puntos.
Para avanzar en el juego, se debe evitar que la barra de energía localizada en la parte superior de la pantalla táctil se agote. Para ello debe pulsarse los botones según el ritmo de la canción para aumentar o reducir el poder de la barra de energía, según la precisión del jugador. El juego termina si esta se vacía.
La habilidad de jugador se establece por la puntuación obtenida según los aciertos y errores hechos en cada canción a través de marcas que varían entra la D y la S, que corresponden a la nota más baja y la más alta respectivamente. Por otra parte, la puntuación conseguida en cada canción es acumulativa durante el juego, lo que define el rango de agente que tiene el jugador.

### Modo multijugador
'Elite Beat Agents' permite que hasta cuatro usuarios puedan jugar simultáneamente por medio de la función inalámbrica de la Nintendo DS, pudiendo jugarse con una copia del juego.
En esta modalidad de juego sólo puede jugarse aquellas canciones que el anfitrión ha superado. El sistema de juego es el mismo que se utiliza en el modo historia pero tiene como característica la ausencia la barra de energía. Se emplea en su lugar una clasificación basada en la habilidad de los jugadores tras cada interludio musical. Durante la sesión de juego, los participantes pueden rellenar una barra de energía estrella, la cual una vez llena tiene efectos adversos, como hacer temblar momentáneamente el escenario en las pantallas rivales y disminuir el tiempo de respuesta para pulsar los botones rítmicos. El ganador es aquel que ha actuado mejor durante las secciones musicales.

## Trasfondo
A raíz del gran número de unidades del Osu! Tatakae! Ouendan que fueron importadas desde su salida en Japón, Nintendo e iNiS comenzaron a valorar la posibilidad de distribuir oficialmente este juego fuera del país. No obstante, hubiera sido inviable hacerlo tal cual, dado el gran número de referencias culturales y musicales japonesas que inundan este juego.
Así, los animadores con uniformes escolares japoneses han sido reemplazados por agentes del gobierno trajeados, y las canciones J-pop que caracterizaron al Ouendan se sustituyeron en este Elite Beat Agents por conocidos temas pop y rock occidentales, como puede verse en el listado de más abajo.

## Canciones
Este es el conjunto de canciones (por orden de aparición) que pueden escucharse en el juego. No son las originales, sino versiones de las mismas hechas para la ocasión. Los artistas que las interpretan son los indicados entre paréntesis.
1. Steriogram - "Walkie Talkie Man" (Jason Paige)
2. Sum 41 - "Makes No Difference" (Vinn Lombardo)
3. Avril Lavigne - "Sk8er Boy" (Angela Michael)
4. Freddie Mercury/Queen - "I Was Born to Love You" (Paul Vician)
5. Stray Cats - "Rock This Town" (Mark Latham)
6. Deep Purple - "Highway Star" (Kaleb James)
7. Village People - "Y.M.C.A." (TC Moses)
8. Earth, Wind & Fire - "September" (TC Moses)
9. Jamiroquai - "Canned Heat" (Jason Paige)
10. Madonna - "Material Girl" (Melissa Garber)
11. Ashlee Simpson - "La La" (Laura Jane)
12. Chicago - "You're the Inspiration" (Julian Miranda)
13. David Bowie - "Let's Dance" (Delaney Wolff)
14. Good Charlotte - "The Anthem" (Kevin Ridel)
15. Hoobastank - "Without a Fight" (Kevin Ridel)
16. The Rolling Stones - "Jumpin' Jack Flash" (Billy Fogarty)

Estas tres canciones no forman parte del núcleo principal de canciones, sino que se desbloquean a la vez en todos los niveles de dificultad en cuanto se alcanza una cierta cantidad de puntos entre todas las canciones superadas hasta el momento.
1. Cher - "Believe" (Lynn Rose)
2. Jackson Five - "ABC" (TC Moses y Brittany Kertesz)
3. Destiny's Child - "Survivor" (April Harmony)

## En otros videojuegos
Elite Beat Agents aparecen en Super Smash Bros. Brawl como trofeo, y también están en algunas pegatinas. Los personajes de Ouendan también aparecen como pegatinas y un trofeo.

## Recepción
Tras su lanzamiento, Elite Beat Agents tuvo una acogida positiva por parte de la crítica. En el sitio web de reseñas Metacritic, el juego tiene una puntuación de 87/100 de 51 críticos.